# Robert Bartko
Robert Bartko (Potsdam, 23 december 1975) is een voormalig Duits wielrenner, die vooral in het baanwielrennen faam maakte. Op 4 februari 2014 nam hij afscheid van de wielersport met winst in de Zesdaagse van Kopenhagen.

## Biografie
Bartko maakte in het begin van zijn carrière faam als specialist in de achtervolging. In deze discipline werd hij driemaal wereldkampioen. Als lid van de Duitse nationale ploeg, won hij tevens één wereldtitel in de ploegenachtervolging. Zijn grootste overwinning boekte hij op de Olympische Zomerspelen 2000 te Sydney. Hier won hij twee gouden medailles. Hij won overtuigend de individuele achtervolging in een nieuw Olympisch record. Later won hij samen met Guido Fulst, Daniel Becke en Jens Lehmann ook nog de ploegenachtervolging. Dit viertal realiseerde een tijd van 3:59.710, een Wereldrecord in die tijd.
Voor het wielerseizoen 2001 tekende Bartko een contract voor twee jaar bij Team Deutsche Telekom. Hier wilde hij zich meer gaan toeleggen op het wegwielrennen. Hij bleek vooral goed te zijn in Tijdrijden. Hij behaalde in onder andere de Eneco Tour en de Ronde van Denemarken. Vanaf 2003 lag hij twee jaar onder contract bij het Nederlandse Rabobank. Bij deze ploeg won hij in 2003 een etappe in de Ronde van Luxemburg en in 2004 een rit en het eindklassement in de Driedaagse van West-Vlaanderen.
Eind 2004 besliste Bartko zich weer volledig op het baanwielrennen te richten. Naast de achtervolging zou hij zich ook meer gaan toeleggen op het Zesdaagsecircuit en de ploegkoers. In deze laatste dicipline werd hij in 2008 Europees kampioen aan de zijde van Roger Kluge. Zijn eerste overwinning in een zesdaagse boekte hij eind 2004 te Berlijn, samen met Guido Fulst. Hij zou in zijn carrière in totaal 22 zesdaagsen winnen, waarvan acht samen met de Belg Iljo Keisse. Op 4 februari 2014 nam hij afscheid van de wielersport. Hij sloot zijn loopbaan af met winst in de Zesdaagse van Kopenhagen.

## Palmares

### Baanwielrennen

#### Zesdaagsen
| Nr. | Jaar | Zesdaagse van | Samen met                  |
| --- | ---- | ------------- | -------------------------- |
| 1   | 2004 | Berlijn       | Guido Fulst                |
| 2   | 2005 | München       | Erik Zabel                 |
| 3   | 2005 | Bremen        | Andreas Beikirch           |
| 4   | 2006 | Gent          | Iljo Keisse                |
| 5   | 2006 | Stuttgart     | Guido Fulst/ Leif Lampater |
| 6   | 2007 | Amsterdam     | Iljo Keisse                |
| 7   | 2007 | Gent          | Iljo Keisse                |
| 8   | 2007 | Rotterdam     | Iljo Keisse                |
| 9   | 2008 | Stuttgart     | Iljo Keisse/ Leif Lampater |
| 10  | 2008 | München       | Iljo Keisse                |
| 11  | 2008 | Gent          | Iljo Keisse                |
| 12  | 2008 | Bremen        | Iljo Keisse                |
| 13  | 2009 | Berlijn       | Erik Zabel                 |
| 14  | 2009 | Amsterdam     | Roger Kluge                |
| 15  | 2009 | Apeldoorn     | Léon van Bon/ Pim Ligthart |
| 16  | 2010 | Zürich        | Danilo Hondo               |
| 17  | 2010 | Amsterdam     | Roger Kluge                |
| 18  | 2011 | Gent          | Kenny De Ketele            |
| 19  | 2011 | Berlijn       | Roger Kluge                |
| 20  | 2011 | Bremen        | Robert Bengsch             |
| 21  | 2012 | Bremen        | Peter Schep                |
| 22  | 2014 | Kopenhagen    | Marcel Kalz                |

| Aantal | Samen met |
| ------ | --- |
| 8      | Iljo Keisse |
| 3      | Roger Kluge |
| 2      | Guido Fulst Leif Lampater Erik Zabel                                                                           |
| 1      | Andreas Beikirch Robert Bengsch Kenny De Ketele Danilo Hondo Marcel Kalz Peter Schep Pim Ligthart Léon van Bon |

#### Palmares
| Jaar  | NK                                                         | EK                  | WK                                   | OS                                   | Overig                                                                                           |
| Elite | Elite                                                      | Elite               | Elite                                | Elite                                | Elite                                                                                            |
| ----- | ---------------------------------------------------------- | ------------------- | ------------------------------------ | ------------------------------------ | ------------------------------------------------------------------------------------------------ |
| 1994  | ploegenachtervolging                                       |                     |                                      |                                      | WB Colorado: · ploegenachtervolging                                                              |
| 1995  | ploegenachtervolging · achtervolging                       |                     |                                      |                                      | WB Athene: · ploegenachtervolging · WB Cottbus: · ploegenachtervolging                           |
| 1996  | ploegenachtervolging                                       |                     |                                      |                                      | WB Athene: · ploegenachtervolging                                                                |
| 1997  | ploegenachtervolging                                       |                     |                                      |                                      | WB Fiorenzuola: · ploegenachtervolging                                                           |
| 1998  | ploegenachtervolging · achtervolging                       |                     | ploegenachtervolging · achtervolging |                                      | WB Berlijn: · achtervolging · ploegenachtervolging                                               |
| 1999  |                                                            |                     | achtervolging · ploegenachtervolging |                                      | WB Valencia: · achtervolging                                                                     |
| 2000  | ploegenachtervolging · achtervolging · ploegkoers          |                     |                                      | achtervolging · ploegenachtervolging |                                                                                                  |
| 2001  |                                                            |                     |                                      |                                      |                                                                                                  |
| 2002  |                                                            |                     |                                      |                                      |                                                                                                  |
| 2003  |                                                            |                     |                                      |                                      |                                                                                                  |
| 2004  |                                                            |                     | achtervolging                        |                                      | WB Moskou: · achtervolging · WB Los Angeles: · achtervolging · ploegenachtervolging · ploegkoers |
| 2005  | achtervolging · ploegenachtervolging · ploegkoers          |                     | achtervolging                        |                                      |                                                                                                  |
| 2006  | achtervolging · ploegenachtervolging · ploegkoers          |                     | achtervolging                        |                                      | WB Moskou: · achtervolging · ploegenachtervolging                                                |
| 2007  | achtervolging · ploegenachtervolging                       |                     | achtervolging                        |                                      |                                                                                                  |
| 2008  | achtervolging · derny · ploegenachtervolging · puntenkoers | omnium              |                                      |                                      |                                                                                                  |
| 2009  | ploegenachtervolging · achtervolging · ploegkoers          | ploegkoers · omnium |                                      |                                      | WB Kopenhagen: · ploegkoers · WB Manchester: · ploegkoers                                        |
| 2010  | ploegenachtervolging                                       |                     |                                      |                                      |                                                                                                  |
| 2011  |                                                            |                     |                                      |                                      |                                                                                                  |
| 2012  |                                                            |                     |                                      |                                      |                                                                                                  |
| 2013  |                                                            |                     |                                      |                                      | Cottbus: · ploegkoers                                                                            |
| 2014  |                                                            |                     |                                      |                                      |                                                                                                  |

### Wegwielrennen

#### Overwinningen
1995 - 1 zege
9e etappe Ronde van Nedersaksen
1996 - 2 zeges
proloog (TTT) en 1e etappe A (ITT) Ronde van Berlijn
1997 - 1 zege
proloog (TTT) Ronde van Berlijn
1998 - 1 zege
2e etappe Ronde van Kroatië
1999 - 1 zege
5e etappe B (ITT) Ronde van Saksen
2002 - 1 zege
5e etappe Ronde van Nedersaksen
2003 - 1 zege
4e etappe (ITT) Ronde van Luxemburg
2004 - 2 zeges
Proloog Driedaagse van West-Vlaanderen
Eindklassement Driedaagse van West-Vlaanderen
2005 - 1 zege
1e etappe Ronde van Hongarije
2008 - 1 zege
- Rund um Berlin

#### Resultaten in voornaamste wedstrijden
| Jaar | Ronde van Italië | Ronde van Frankrijk | Ronde van Spanje |
| ---- | ---------------- | ------------------- | ---------------- |
| 2001 |                  |                     |                  |
| 2002 |                  |                     | 105e             |
| 2003 |                  |                     |                  |
| 2004 |                  |                     |                  |

| Jaar | Gent-Wevelgem | Parijs-Roubaix |
| ---- | ------------- | -------------- |
| 2001 |               | opgave         |
| 2002 | 68e           |                |
| 2003 |               |                |
| 2004 |               | opgave         |

1964: Jiří Daler ·
1968: Daniel Rébillard ·
1972: Knut Knudsen ·
1976: Gregor Braun ·
1980: Robert Dill-Bundi ·
1984: Steve Hegg ·
1988: Gintautas Oemaras ·
1992: Chris Boardman ·
1996: Andrea Collinelli ·
2000: Robert Bartko ·
2004: Bradley Wiggins ·
2008: Bradley Wiggins
1908: Jones, Kingsbury, Meredith, Payne ·
1920: Magnani, Carli, Ferrario, Giorgetti ·
1924: De Martini, Dinale, Menegazzi, Zucchetti ·
1928: Facciani, Gaioni, Lusiani, Tasselli ·
1932: Pedretti, Borsari, Cimatti, Ghilardi ·
1936: Nizerhy, Charpentier, Goujon, Lapébie ·
1948: Decanali, Adam, Blusson, Coste ·
1952: Morettini, Campana, de Rossi, Messina ·
1956: Gasparella, Domenicali, Faggin, Gandini ·
1960: Vigna, Arienti, Testa, Vallotto ·
1964: Streng, Claesges, Henrichs, Link ·
1968: Lyngemark, Olsen, Asmussen, Jensen ·
1972: Schumacher, Colombo, Haritz, Hempel ·
1976: Vonhof, Braun, Lutz, Schumacher ·
1980: Manakov, Movtsjan, Ossokin, Petrakov ·
1984: Grenda, Turtur, Nichols, Woods ·
1988: Jekimov, Kasputis, Neljoebin, Oemaras ·
1992: Fulst, Glöckner, Lehmann, Steinweg ·
1996: Capelle, Ermenault, Monin, Moreau ·
2000: Fulst, Bartko, Becke, Lehmann ·
2004: Brown, McGee, Lancaster, Roberts ·
2008: Clancy, Manning, Thomas, Wiggins · 
2012: Burke, Clancy, Kennaugh, Thomas · 
2016: Burke, Clancy, Doull, Wiggins · 
2020: Consonni, Ganna, Lamon, Milan · 
2024:  Bleddyn, Welsford, Leahy, O'Brien
Aldag ·
Bartko ·
Bölts ·
Elli ·
Fagnini ·
Grabsch ·
Guerini ·
Heppner ·
Hiekmann ·
Hondo ·
Hundertmarck ·
Kessler ·
Klier ·
Klöden ·
Livingston ·
Lombardi ·
Mizoerov ·
Schaffrath ·
Schreck ·
Sgambelluri ·
Trampusch ·
Ullrich    ·
Vinokoerov ·
Wesemann ·
Zabel
Aldag ·
Bartko ·
Bölts ·
Fagnini ·
Grabsch ·
Guerini ·
Heppner ·
Hiekmann ·
Hondo ·
Hundertmarck ·
Jakovlev ·
Julich ·
Kessler ·
Klier ·
Klöden ·
Kopp ·
Livingston ·
Reichl ·
Schaffrath ·
Schreck ·
Schumacher ·
Ullrich    ·
Vinokoerov ·
Wesemann ·
Zabel
den Bakker ·
Bartko ·
Boogerd ·
Boven ·
Dekker ·
De Weert ·
Engels ·
Freire · 
de Groot ·
Hayman · 
Hunter ·
de Jongh ·
Kroon ·
Leipheimer ·
Lotz ·
Mutsaars ·
Niermann ·
Nys ·
Rasmussen ·
Sentjens ·
Traksel ·
Veneberg ·
Wauters ·
Wielinga ·
Zberg ·
Dekkers (stagiair) ·
Elijzen (stagiair) ·
de Kort (stagiair) 
den Bakker ·
Bartko ·
Boogerd ·
Boven ·
E. Dekker ·
Dekkers ·
De Weert ·
Freire  · 
de Groot ·
Hayman · 
Hunter ·
de Jongh ·
Kroon ·
Leipheimer ·
Lotz ·
Mutsaars ·
Niermann ·
Posthuma ·
Rasmussen ·
Sentjens ·
Traksel ·
Veneberg ·
Wauters ·
Weening ·
Wielinga ·
T. Dekker (stagiair) ·
Eltink (stagiair) 